# Maria Nikolaïevna Tolstoï
La comtesse Maria Nikolaïevna Tolstoï (Мария Николаевна Толстая), née le 7 mars 1830 à Iasnaïa Poliana et morte le 6 avril 1912 au monastère de Chamordino, est la sœur de l'écrivain Léon Tolstoï. Elle termina sa vie comme moniale.

## Biographie
Elle naît dans la propriété familiale de Iasnaïa Poliana (gouvernement de Toula) et est baptisée du nom de Marie comme sa mère qui meurt dix-huit mois après sa naissance. Étant orpheline, les frères Tolstoï la chérissent et la gâtent ; mais des tensions se font jour entre elle et son frère Léon, leur correspondance s'échelonne sur des dizaines d'années. Marie est le prototype de Lioubotchka dans la trilogie autobiographique de Tolstoï, Enfance (1852), Adolescence (1854) et Jeunesse (1855-1857). Elle épouse à 17 ans son cousin issu de germains, le comte Valérien Petrovitch Tolstoï (1813-1865), et demeure dans son domaine de Pokrovskoïe (ouïezd de Tchern) à 80 km de Iasnaïa Poliana. Ils ont quatre enfants : Pierre, Élisabeth, Varvara et Nicolas. 
Le couple fait la connaissance en 1854 d'Ivan Tourgueniev au cours d'un de ses séjours à Spasskoïe-Loutovinovo où il était alors assigné à résidence. Des liens d'affection se tissent entre elle et l'écrivain et il lui dédie sa nouvelle Faust, où elle apparaît sous le nom de Vérotchka. Son mari passe sa vie à la tromper et son fils Pierre meurt. Elle se sépare de lui en 1857 prenant ses enfants avec elle. Le manoir de Pokrovskoïe est depuis 2001 une filiale de la maison-musée de Iasnaïa Poliana. Marie Tolstoï fait de longs séjours en Suisse où elle fait la connaissance du comte Hector de Claine (1831-1873) et passe même trois hivers avec lui à Alger. Une fille adultérine - Hélène - naît de leur liaison en 1863. Pendant de longues années, la comtesse vit entre la Russie et des séjours à l'étranger, mais fait face à des épreuves douloureuses. Hector meurt en 1873. Son fils Nicolas meurt du typhus en 1879. Elle se console dans la foi et songe à quitter le monde. Elle fait une retraite au monastère d'Optina en 1889 où elle fait la connaissance du starets Ambroise, fameux pour sa direction spirituelle (il inspira Dostoïevski dans Les Frères Karamazov pour le personnage du starets Zosime). Elle décide d'entrer au monastère et devient novice au monastère de Chamordino en 1891. Elle a soixante ans...

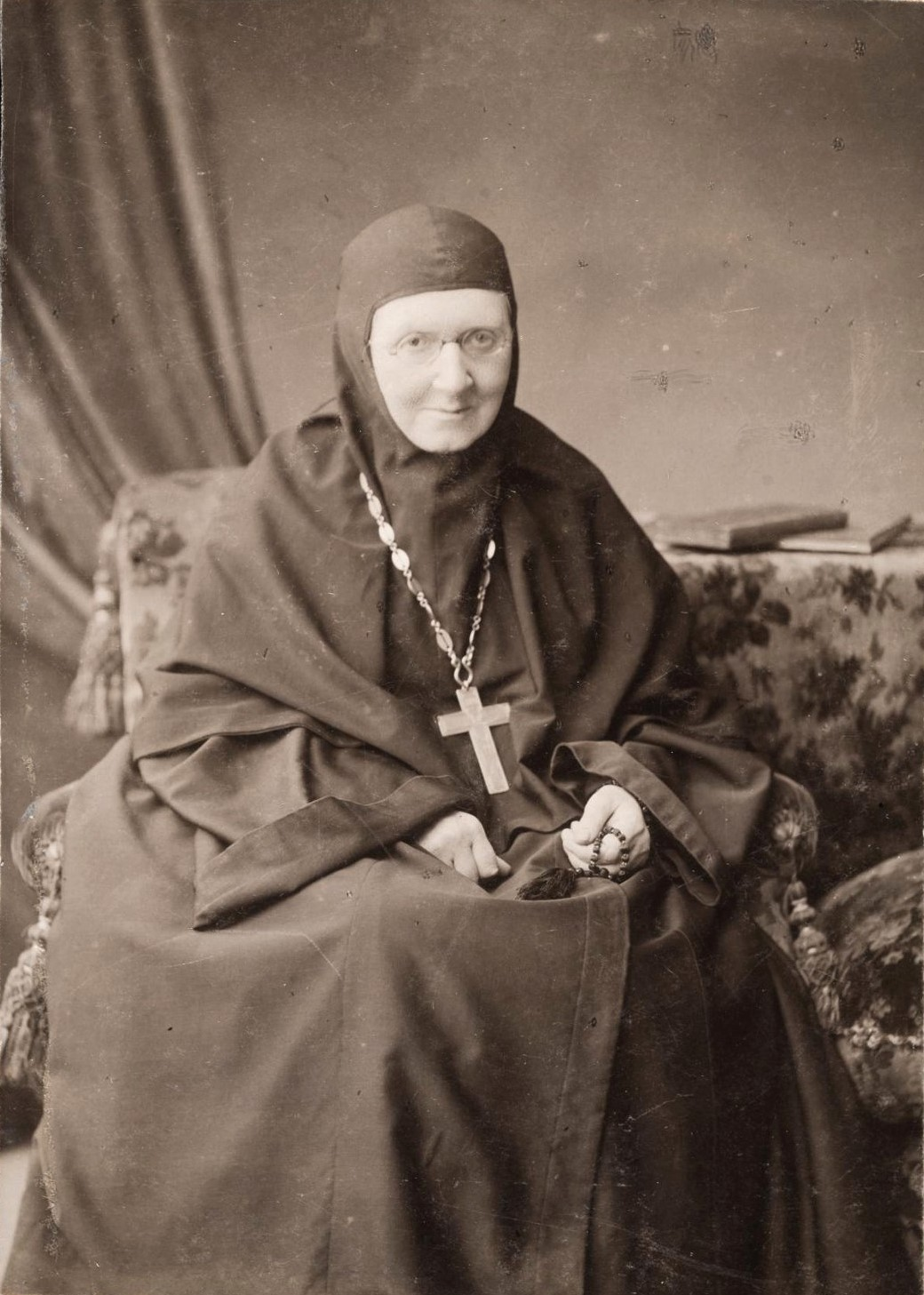
Marie Tolstoï, moniale à la fin du XIXe siècle.

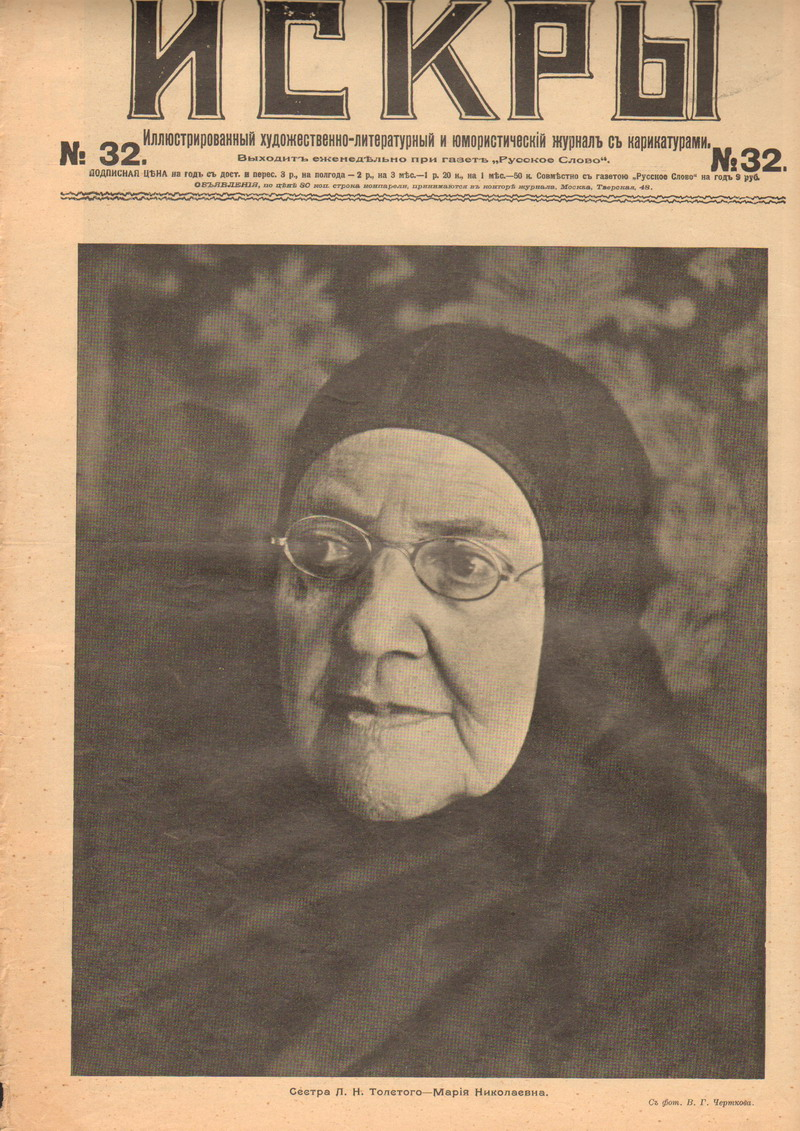
Marie Tolstoï en 1911 (couverture dIskry)

Dans les années 1890, Léon Tolstoï rend fréquemment visite à sa sœur au monastère ; mais il s'éloigne de la religion orthodoxe et moque gentiment la vocation de Marie car pour lui la vocation monastique est synonyme d'oisiveté. Celle-ci en plus d'une vie de prière, effectue des travaux physiques et se consacre aux œuvres du charité du monastère, notamment au soin des malades à l'infirmerie de Chamordino еt à l'éducation des filles de l'orphelinat. Doué d'un grand sens musical, elle aide aussi le chef de chœur.
Lorsque son frère est excommunié en 1901, elle en souffre beaucoup. Elle tente à maintes reprises qu'il se réconcilie avec l'Église orthodoxe. Lorsque Léon Tolstoï quitte le domicile conjugal le 12 novembre 1910, il va voir sa sœur à Chamordino. Elle le supplie qu'il se confesse, mais il se détourne. Cependant, le matin suivant, sans dire au-revoir à Marie il se rend chez sa fille Alexandra à Kozelsk. Le frère et la sœur se sont vus une dernière fois. Marie meurt en 1912 après son frère, trois jours après avoir reçu la skhima.

## notes et références
1. ↑  Celui-ci écrit à ses amis Botkine et Annenkov qu'elle est belle et attrayante. « Tout vieux que je suis - je viens d'avoir trente six ans -, je ne puis en détacher les yeux. Dès le premier regard posé sur elle, ma raison s'obscurcit. » cf Revue des deux mondes, Serge Tolstoï, Tolstoï et Tourgueniev
2. ↑  (ru) « Мемориальный дом П.И. Толстого в Покровском », museum.ru (consulté le 30 juin 2021)
3. ↑  Elle meurt en 1942.

## Source de la traduction
- (ru) Cet article est partiellement ou en totalité issu de l’article de Wikipédia en russe intitulé « Толстая, Мария Николаевна (1830) » (voir la liste des auteurs).